# Neoclytus ypsilon
Neoclytus ypsilon là một loài bọ cánh cứng trong họ Cerambycidae.